# Hyperbola bradleyi
Hyperbola bradleyi är en fjärilsart som beskrevs av László Anthony Gozmány. Hyperbola bradleyi ingår i släktet Hyperbola och familjen äkta malar. Inga underarter finns listade i Catalogue of Life.